# Recep İvedik
Recep İvedik es una serie de películas de comedia turca que se centran en el personaje homónimo creado por Şahan Gökbakar para su programa de televisión de comedia turca Dikkat Şahan Çıkabilir, que se desarrolló de 2005 a 2006; la serie cuenta con 7 películas estrenadas del 2008 a la actualidad, siendo muy exitosas entre el público turco por lo que es muy probable que se realicen más secuelas en un futuro cercano.

## Personajes
| Recep İvedik        | Şahan Gökbakar   | Principal | Principal | Principal | Principal | Principal | Principal | Principal |
| Nurullah Sağlam     | Nurullah Çelebi  |           |           |           | Principal | Principal | Principal | Principal |
| Zeynep              | Zeynep Çamcı     |           | Invitado  | Principal |           |           |           |           |
| Ersin               | Somer Karvan     | Principal |           |           |           |           | Principal |           |
| İrfan/Erdem Çökelek | İrfan Kangı      |           |           |           | Principal |           |           | Principal |
| Sibel               | Fatma Toptaş     | Principal |           |           |           |           |           |           |
| Fazıl               | Lemi Filozof     | Principal |           |           |           |           |           |           |
| Erim                | Hakan Bilgin     | Principal |           |           |           |           |           |           |
| Muhsin Başaran      | Vural Buldu      | Principal |           |           |           |           |           |           |
| Pakize İvedik       | Gülşen Özbakan   |           | Principal |           |           |           |           |           |
| Hakan İvedik        | Efe Babacan      |           | Principal |           |           |           |           |           |
| Ali Kerem           | Çağrı Büyüksayar |           | Principal |           |           |           |           |           |
| Ali İhsan           | Ali İhsan Varol  |           |           |           | Principal |           |           |           |
| Büşra Altın         | Öznur Serçeler   |           |           |           |           |           |           | Principal |
| Kemal               | Eray Türk        |           |           |           |           |           |           | Principal |